# Politiek in Hoogeveen
De Drentse gemeente Hoogeveen wordt bestuurd vanuit het raadhuis aan het Raadhuisplein. Elke vier jaar wordt de gemeenteraad verkozen tijdens de gemeenteraadsverkiezingen die gelijktijdig in heel Nederland worden georganiseerd. Aan de hand van de verkiezingsuitslag worden 31 raadszetels verdeeld.

## Burgemeester
| Ambtsperiode | Naam burgemeester                             | Partij of stroming | Bijzonderheden                                             |
| ------------ | --------------------------------------------- | ------------------ | ---------------------------------------------------------- |
| 1811 - 1835  | Abraham Meijer                                |                    | aanvankelijk maire, daarna schout, ten slotte burgemeester |
| 1835         | Jhr. Rudolph Arent van Holthe tot Echten      |                    |                                                            |
| 1835 - 1842  | Mr. Hendrik Jan Kymmell                       |                    |                                                            |
| 1842 - 1843  | Mr. Hendrik Jan Carsten                       |                    |                                                            |
| 1843 - 1846  | Jhr. Mr. Hendrik Gerard van Holthe tot Echten |                    |                                                            |
| 1846 - 1854  | Mr. Lambertus Carsten                         |                    |                                                            |
| 1854 - 1865  | Albert Zeper                                  |                    | was burgemeester van Ten Boer                              |
| 1865 - 1869  | Mr. Jan Oldenbandringh                        |                    |                                                            |
| 1870 - 1876  | Jhr. Jan Arent Godert van der Wijck           |                    |                                                            |
| 1876 - 1885  | Mr. Lambert Wicher Ebbinge                    |                    |                                                            |
| 1885 - 1913  | Johannes Pottinga Szn.                        |                    |                                                            |
| 1913 - 1923  | Teunis Lodder Kzn.                            |                    |                                                            |
| 1923 - 1927  | Jan Liebe Bouma                               | ARP                |                                                            |
| 1927 - 1944  | Jetze Tjalma                                  | ARP                | was burgemeester van Genemuiden                            |
| 1944 - 1945  | Jan Marinus Veldhuis                          | NSB                |                                                            |
| 1945 - 1958  | Jetze Tjalma                                  | ARP                |                                                            |
| 1959 - 1963  | Joop Bakker                                   | ARP                |                                                            |
| 1964 - 1973  | Jacobus Hendrik de Goede                      | ARP                | was burgemeester van Hardenberg                            |
| 1973 - 1985  | Jan (J.A.) Oosterhoff                         | ARP / CDA          |                                                            |
| 1985 - 1998  | Sytze Faber                                   | CDA                |                                                            |
| 1998 - 2009  | Willem (W.P.M.) Urlings                       | CDA                | was burgemeester van Son en Breugel                        |
| 2009 - 2010  | Helmer Koetje                                 | CDA                | was burgemeester van Twenterand                            |
| 2010 - 2011  | Margreeth de Boer                             | PvdA               | waarnemend burgemeester                                    |
| 2011 - 2024  | Karel (K.B.) Loohuis                          | PvdA               | was burgemeester van Haaksbergen                           |
| 2024 - heden | Martijn (M.) Breukelman                       | CDA                | was wethouder van Hardenberg                               |

## College van burgemeester en wethouders
Het college van burgemeester en wethouders voor de periode 2022-2026 bestaat uit een coalitie van Gemeentebelangen, PvdA, VVD en ChristenUnie. Wethouder en eerste locoburgemeester Jan Zwiers werd in september 2023 de nieuwe burgemeester van buurgemeente Midden-Drenthe. Zijn portefeuille werd overgenomen door Niek Wind, die tevens derde locoburgemeester werd. Derk Reneman was derde en werd eerste locoburgemeester. Op 3 april 2024 volgde Martijn Breukelman Karel Loohuis op als burgemeester van Hoogeveen. Hieronder volgt de samenstelling van het college vanaf april 2024.
Burgemeester
Martijn Breukelman (CDA);
- Veiligheid en handhaving
- Bestuur
- Internationale contacten

Wethouders
Derk Reneman (Partijloos)
- 1e locoburgemeester
- Financiën
- Subsidiebeleid
- Personeel & Organisatie, bedrijfsvoering + ICT
- Dienstverlening
- Deelnemingen & verbonden partijen
- Grondzaken en vastgoed
- Gebiedswethouder Stuifzand, Tiendeveen, Krakeel en Oranjebuurt/Verzetsbuurt/Noord

Jeroen Westendorp (ChristenUnie)
- 2e locoburgemeester
- Duurzaamheid, Energietransitie, Milieu en Afval
- Jeugd(zorg)
- Participatiewet, Minimabeleid, Vluchtelingenzorg & Armoedebestrijding
- Recreatie & toerisme
- Gebiedswethouder Noordscheschut, Fluitenberg, Zuid, Erflanden en Nijstad

Niek Wind (Gemeentebelangen)
- 3e locoburgemeester
- Wonen & volkshuisvesting
- Economische zaken, Dutch Tech Zone en Marketing
- Beheer Openbare ruimte
- Binnenstad
- Bestuurlijke vernieuwing
- Coördinerend wethouder verbinding met samenleving (in samenwerking met wethouder Mark Tuit)
- Gebiedswethouder Pesse, Elim, Wolfsbos en Schutlanden-Oost/West-Kattouw

Mark Tuit (PvdA)
- 4e locoburgemeester
- Onderwijs – leren en ontwikkeling
- Cultuur
- Zorg incl. WMO (gezond en vitaal)
- Natuur, landschap en Klimaatadaptatie
- Coördinerend wethouder verbinding met samenleving (in samenwerking met wethouder Niek Wind)
- Gebiedswethouder Nieuw Moscou, Nieuwlande, Trasselt/Kinholt/Steenbergerweide, Venesluis en Zeeheldenbuurt

Ronald Klok (VVD)
- 5e locoburgemeester
- Ruimtelijke ordening, vergunningen en beleid
- Verkeer en vervoer
- Sport
- Gebiedswethouder Nieuweroord, Hollandscheveld, Centrum, Centrum-West/Stationsgebied en Schoonvelde Oost en West

Gemeentesecretaris
Karin Cornelissen
- Adviseur van het college van burgemeester en wethouders
- Leidinggevende van de ambtelijke organisatie

## Gemeenteraad

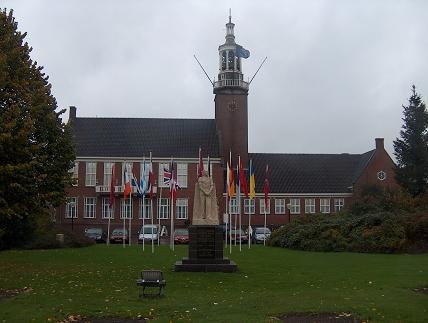
Raadhuis Hoogeveen

| Gemeenteraadszetels             | Gemeenteraadszetels | Gemeenteraadszetels | Gemeenteraadszetels | Gemeenteraadszetels | Gemeenteraadszetels | Gemeenteraadszetels | Gemeenteraadszetels |
| Partij                          | 1998                | 2002                | 2006                | 2010                | 2014                | 2018                | 2022                |
| ------------------------------- | ------------------- | ------------------- | ------------------- | ------------------- | ------------------- | ------------------- | ------------------- |
| Gemeentebelangen Hoogeveen e.o. | 3                   | 4                   | 3                   | 5                   | 7                   | 8                   | 7                   |
| CDA                             | 11                  | 11                  | 8                   | 9                   | 8                   | 7                   | 6                   |
| PvdA                            | 8                   | 6                   | 10                  | 6                   | 4                   | 2                   | 5 +1                |
| VVD                             | 3                   | 3                   | 5                   | 5                   | 3                   | 4                   | 3 -1                |
| ChristenUnie                    | 4                   | 3                   | 4                   | 3                   | 3                   | 3                   | 3                   |
| SP                              | -                   | -                   | -                   | 1                   | 4                   | 3                   | 2                   |
| FVD                             | -                   | -                   | -                   | -                   | -                   | -                   | 2                   |
| D66                             | 1                   | 1                   | -                   | 1                   | 1                   | 2                   | 1                   |
| SGP                             | -                   | -                   | -                   | -                   | -                   | 1                   | 1                   |
| GroenLinks                      | 1                   | 1                   | 1                   | 1                   | 1                   | 1                   | 1                   |
| Leefbaar Hoogeveen              | -                   | 2                   | -                   | -                   | -                   | -                   | -                   |
| Totaal                          | 31                  | 31                  | 31                  | 31                  | 31                  | 31                  | 31                  |

## Tweede Kamerverkiezingen
Hoogeveen is voor de Tweede Kamerverkiezingen ingedeeld bij de kieskring Assen. Bij de verkiezingen van 2021 kreeg de VVD in Hoogeveen de meeste stemmen.
| Partij | Partij                                        | Hoogeveen | Hoogeveen | Landelijk |
| Partij | Partij                                        | stemmen   | %         | %         |
| ------ | --------------------------------------------- | --------- | --------- | --------- |
|        | Christen Democratisch Appèl (CDA)             | 4.917     | 14,50%    | 9,50%     |
|        | Volkspartij voor Vrijheid en Democratie (VVD) | 5.814     | 17,15%    | 21,87%    |
|        | Partij voor de Vrijheid (PVV)                 | 5.587     | 16,48%    | 10,79%    |
|        | Socialistische Partij (SP)                    | 2.398     | 7,07%     | 5,98%     |
|        | ChristenUnie                                  | 2.430     | 7,17%     | 3,37%     |
|        | Democraten 66 (D66)                           | 2.715     | 8,01%     | 15,02%    |
|        | Partij van de Arbeid (PvdA)                   | 2.064     | 6,09%     | 5,73%     |
|        | GroenLinks                                    | 848       | 2,50%     | 5,16%     |
|        | 50PLUS                                        | 369       | 1,09%     | 1,02%     |
|        | Forum voor Democratie (FVD)                   | 2.600     | 7,67%     | 5,02%     |
|        | Staatkundig Gereformeerde Partij (SGP)        | 700       | 2,06%     | 2,07%     |
|        | Partij voor de Dieren (PvdD)                  | 689       | 2,03%     | 3,84%     |
|        | DENK                                          | 119       | 0,35%     | 2,03%     |
|        | BIJ1                                          | 48        | 0,14%     | 0,84%     |
|        | JA21                                          | 754       | 2,22%     | 2,37%     |
|        | Volt                                          | 280       | 0,83%     | 2,42%     |
|        | BBB                                           | 665       | 1,96%     | 1,00%     |
|        | Overige                                       | 870       | 2,56%     | 1,77%     |